# Ectobius darbandae
Ectobius darbandae är en kackerlacksart som beskrevs av Rehn, J. A. G. 1931. Ectobius darbandae ingår i släktet Ectobius och familjen småkackerlackor.
Artens utbredningsområde är Centralafrikanska republiken. Inga underarter finns listade i Catalogue of Life.